# Timmertjärnen (Silbodals socken, Värmland)
Timmertjärnen är en sjö i Årjängs kommun i Värmland och ingår i Göta älvs huvudavrinningsområde. Sjöns area är 0,049 kvadratkilometer och den befinner sig 264 meter över havet.